# 1488年
| 千纪： | 2千纪 |
| 世纪： | 14世纪 \| 15世纪 \| 16世纪                                                                                 |
| 年代： | 1450年代 \| 1460年代 \| 1470年代 \| 1480年代 \| 1490年代 \| 1500年代 \| 1510年代                           |
| 年份： | 1483年 \| 1484年 \| 1485年 \| 1486年 \| 1487年 \| 1488年 \| 1489年 \| 1490年 \| 1491年 \| 1492年 \| 1493年 |
| 纪年： | 戊申年（猴年）；明弘治元年；越南洪德十九年；日本長享二年                                                   |

## 大事记
- 6月24日——詹姆斯四世被加冕为苏格兰国王。
- 在澳门半岛西南部的中国居民修建了妈祖阁（或称妈阁庙）祭祀海神。
- 奇爾奇克河戰役中，穆罕默德·昔班尼幫助速檀馬哈木擊敗帖木兒帝國，得到突厥斯坦城為封地。
- 葡萄牙航海家巴托洛梅乌·迪亚士在靠近大陸南端的地方發現了一個海角，將其命名為「風暴角」。
- 加賀國一向一揆，一向宗門徒攻陷富樫城，掌握加賀國的實權，直到1580年被織田信長攻陷為止。
- 米蘭公國斯福爾紮家族重新佔領熱那亞共和國。
- 士瓦本地區的諸侯領主為抵擋來自巴伐利亞維特爾斯巴赫家族的侵略和瑞士的革命威脅，成立士瓦本同盟。

## 出生
- 3月19日 - 朝鮮中宗
- 12月8日 楊慎

## 逝世
- 6月11日——詹姆斯三世，苏格兰国王（出生于1452年）
- 10月10日——安德烈·德尔·委罗基奥，意大利艺术家（出生于1435年）